# زرين دوتو (زيلايي)
زرین دوتو (بالفارسية: زرین دوتو) هي قرية تقع في إيران في قسم زیلایی الريفي. يقدر عدد سكانها بـ 10 نسمة بحسب إحصاء 2016.